# Gbonné
Gbonné  est une localité de l'ouest de la Côte d'Ivoire, et appartenant au département de Biankouma, dans la Région des Dix-Huit Montagnes. La localité de Gbonné est un chef-lieu de commune.

## Démographie
La ville de Gbonné a une densité  de 24 habitants par km2 et sa superficie est de 2330 km2.

## Géographie
La Commune de Gbonné est située à 29 km de la ville de Man et à 80 km de celle de Biankouma. Elle est entourée à l'Est par la localité de Sémian, à l'Ouest par les villes de Man et de Biankouma et au Sud par Facobly.

## Histoire
La localité de Gbonné a été érigée en commune en 1995. Et le tout premier maire fut Bleu Voua. Gbonné est aussi une sous-prefecture qui est constituée de trois cantons : les cantons de Gorsé, de Yrigué et de Walou.

## Éducation
La localité compte une Institution de Formation et d'Éducation Féminine, l'un des 90 centres de cette nature existant dans le pays. Cette institution a pour objet de permettre aux femmes analphabètes, aux jeunes filles non scolarisées ou déscolarisées, aux femmes agricultrices de trouver une opportunité pour le développement d'aptitudes nouvelles permettant leur insertion ou leur autonomisation. 

## Administration
La ville est repartie en sept quartiers :
- Centre
- Mission
- Ancien village
- Belles montagnes
- Cité verte
- Gbenzegoué
- Kéléwoua

La sous-prefecture de Gbonné est administré par Krouba Opeli.

## Representation Politique
| Date d'élection | Identité          | Parti | Qualité         | Statut |
| 1995            | Bleu Voua         | -     | Homme Politique | Élu    |
| 2023            | Feh Kesse Lambert | RHDP  | Homme Politique | Élu    |
| --------------- | ----------------- | ----- | --------------- | ------ |

Le Députe actuel de la circonscription est l'honorable Woï Mela.

## Transports
Le transport est assuré par des moto-taxis, des mini-cars et des taxis venus de la ville de Man.

## Culture
Gbonné, capitale du pays Toura, est reputée pour sa célèbre fête d'igname et des masques. Cette fête appelée le Yabele est une opportunité pour solliciter les ancêtres, en leur exprimant leurs attentes, à la foi personnelles et communautaires

## Jumelages
- Franche-Comté (France)